# Sclerostomus ruficollis
Sclerostomus ruficollis is een keversoort uit de familie vliegende herten (Lucanidae). De wetenschappelijke naam van de soort is voor het eerst geldig gepubliceerd in 1931 door Luederwaldt.